# Johan Wellens
Johan Wellens (Hasselt, 14 de febrer de 1956) va ser un ciclista belga que fou professional entre 1980 i 1985. És germà dels també ciclistes Paul i Leo Wellens.

## Palmarès
- 1978
  - Vencedor d'una etapa del Tríptic de les Ardenes
- 1980
  - 1r al Circuit de les Ardenes flamenques
- 1981
  - 1r a la Brussel·les-Ingooigem

### Resultats al Tour de França
- 1981. 117è de la classificació general

### Resultats al Giro d'Itàlia
- 1982. Abandona